# 그루포 메히코

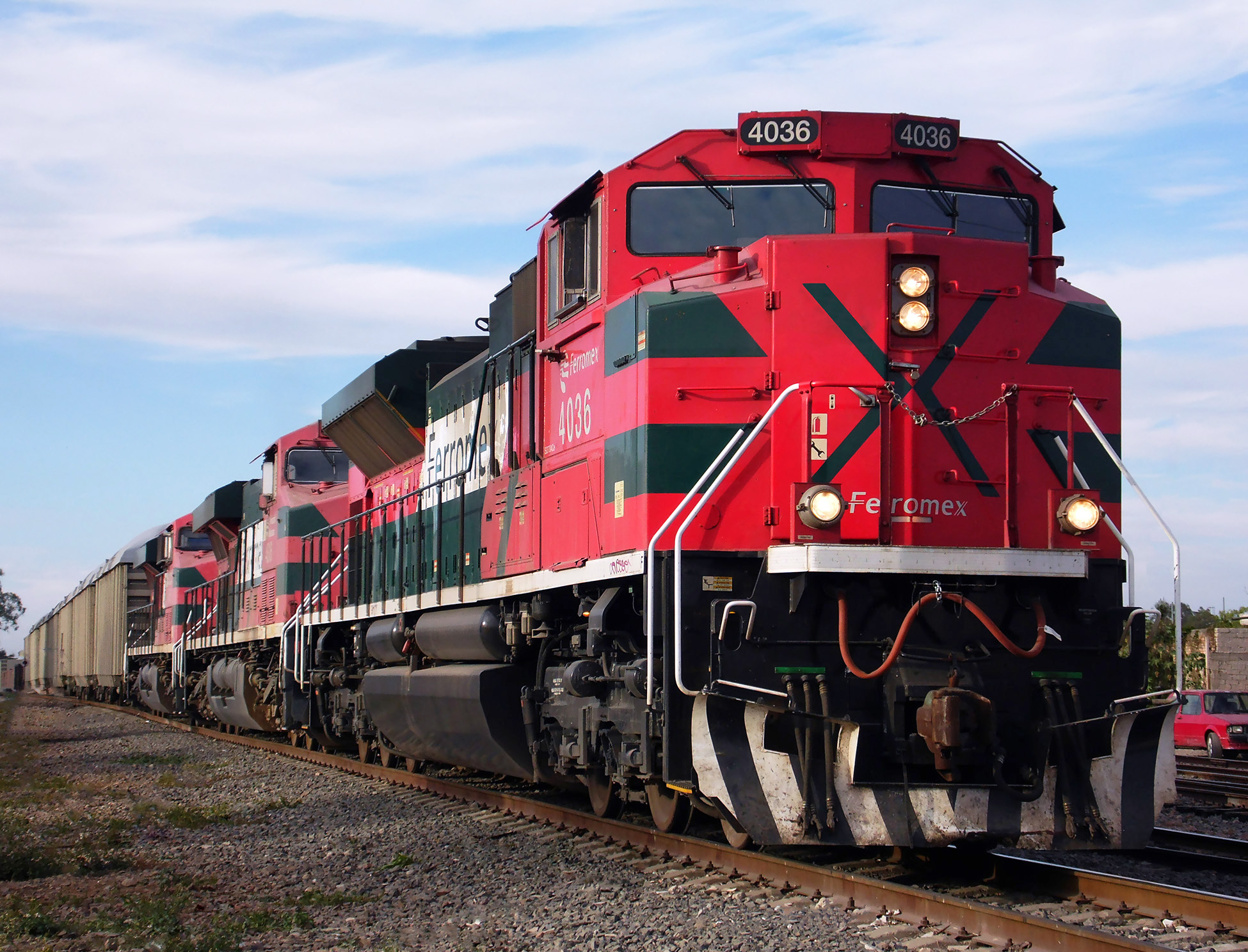

그루포 메히코(스페인어: Grupo México)는 멕시코의 광업 기업이다.

## 같이 보기
- 멕시코의 경제